# Первый захват Чусана
Первый захват Чусана британскими войсками произошёл 5-6 июля 1840 года в ходе Первой опиумной войны. Чусан это самый большой остров одноимённого архипелага.
После войн с государством Дуйнин на острове Тайвань и Гэн Цзинчжуном в ходе восстания Трёх князей-данников император Канси учредил администрацию на архипелаге Чусан. Гражданская администрация округа Динхай располагалась на острове Чусан, самом большом острове архипелага. Региональное командование (жэнь) округа Динхао состояло из военного гарнизона усиленного тремя бригадами водных сил и насчитывало 2.600 военных. Также ему подчинялись водные силы (се), базирующиеся в Сяншане, и две бригады водных сил, базирующиеся в Шипу и Чжэньхае. В 1684 году император Канси снял запрет а морскую торговлю, наложенную ранее империей Цин. В качестве порта для торговлю с иностранными державами был назначен Нингбо В 1698 году портовые власти основали Дом рыжеволосых в Динхае, где они могли принимать британских торговцев. В 1757 году император Цянлун выгнал британцев из Нингбо и закрыл Динхай для торговли с иностранцами. Британцы по-прежнему хорошо знали это место и продолжали высоко оценивать его как выгодный торговый потенциал.        

## Переговоры
4 июля 1840 года корабли «Уэлсли» (HMS Wellesley), Conway, Alligator и  Rattlesnake прибыли на якорную стоянку в заливе Чусан. В полдень капитан корабля «Уэлсли» Джон Вернон, военный секретарь лорд Роберт Джоселин и переводчик Карл Гюцлаф прибыли на борт китайской джонки, чтобы встретиться с китайским адмиралом, занимавшим пост губернатора архипелага Чусан. Они передали письменное послание от главнокомандующего британскими морскими силами коммодора Гордона Бремера и главнокомандующего сухопутными морскими силами бригадного генерала Джорджа Барелла с требованием сдачи острова Чусан. Бремер и Барелл заявляли о необходимости оккупации после «оскорбительного и недопустимого» поведения  высших чиновников в Кантоне Линя Цзэсюя и Диня Тиджэня в последние годы по отношению к главному суперинтенданту Чарльзу Эллиоту и британским подданным. Одна из частей послания гласила:   
«Если жители упомянутых островов не будут противостоять и сопротивляться нашим силам, то британское правительство не намерено причинять вред их личности и имуществу… Для обеспечения безопасности британских кораблей и войск необходимо, чтобы Ваше Превосходительство немедленно сдали остров Тинхэ, его зависимые территории и форты, и поэтому мы призываем Ваше Превосходительство сдать их мирно, чтобы избежать пролития крови. Но если вы не сдадите [остров] мы, коммодор и коммандер, будем вынуждены прибегнуть к военным мерам чтобы овладеть [островом].» 
После часа [размышлений] адмирал Жань Чаофа и другие чиновники в сопровождении британцев поднялись на борт «Уэлсли». Китайцы отрицали ответственность за действия властей Кантона, заявив: «вот это люди, с которыми вам следует вести военные действия, никто из нас никогда не вредил вам, мы видим вашу силу и знаем, что сопротивление станет безумием, но мы должны исполнять свой долг, даже если погибнем при этом.». Британцы ответили что откроют военные действия, если не получат согласия до завтрашнего рассвета. Китайцы отплыли в 20.00, их последними словами перед отплытием стали: «если вы не услышите нас до рассвета, последствия падут на ваши головы».Коммодор Бремер написал: «В течение всего вечера были слышны гонги и другие воинственные демонстрации»    

## Захват острова
Наутро 5 июля многочисленные отряды китайских сил заняли высоту и берег. Британцы с мачт замечали, что на городских стенах Динхая в 1,6 км от берега выстроились войска. В 14.00 бриги Cruiser и Algerine вышли на позицию, был отдан сигнал к высадке. Первый эшелон десанта состоял из 18-го Ирландского полка, Королевской морской пехоты, 26-го полка и двух 9-фунтовых орудий. Второй эшелон десанта состоял из 49-го полка, Мадрасских сапёров и подрывников и Бенгальских добровольцев. Британская эскадра состояла из кораблей «Уэлсли», Conway, Alligator, Cruiser, и Algerine, кораблей Atlanta and Queen и десятипушечных бригов или транспортных судов включая  Rattlesnake. Согласно китайским источникам в Динхае находились 1.540 войск, 940 из них на бортах 21 военных джонок со 170 пушками. На берегу находились 600 человек с 20 пушками. В 14.30 «Уэлсли» выстрелил по китайской крепости, напоминавшей по форме башню мартелло. Китайцы немедленно открыли ответный обстрел с берега и джонок. Британская канонада продолжалась 7–8 минут, после чего китайские войска отступили к городским стенам за пригородами. 
Британские войска без сопротивления высадились на покинутый берег. Лорд Джоселин отметил, что на берегу остались: «несколько тел, лук и стрел, сломанные копья и орудия». К 16.00 британцы установили два 9-фунтовых орудия в 370 м от городских стен. Затем к ним добавились шесть 9-фунтовых орудий, две гаубицы и две мортиры. Бригадный генерал Баррелл прождал до следующего дня, после отдать приказ о возобновлении военных действий. На следующее утро он отправил группу на разведку города. Хотя в городе ещё вечером находились тысячи жителей, утром город практически опустел. Городские ворота были завалены большими мешками с зерном. Рота 49-го полка захватила главные ворота, британцы подняли свой флаг.        
У британцев был всего один раненый, китайцы потеряли 25 человек убитыми. Британцы захватили 25 ящиков с боеприпасами. Согласно имперскому комиссару Юкену китайцы потеряли 13 убитыми и 13 ранеными. Ажмирал Жань умер от ран. Лорд Джоселин написал, что Жаня отвезли в Нингбо, на противоположный край острова и хотя «хотя ему воздали почести за его доблестную, но безрезультатную оборону» он умер через несколько дней. В 2017 году в национальном музее Шаотландии был выставлен костюм Жаня.  
Лорд Джоселин так описал город в своём рассказе:
Главная улица была почти пустынна, но кое-где испуганные люди совершали обряд коутоу, когда мы проходили мимо. На большинстве домов были вывешены плакаты «Пощадите наши жизни»; и при входе в кумирни можно было видеть мужчин, женщин и детей, стоящих на коленях и воскуряющих благовония богам; и хотя им была обещана защита, их страх нисколько не ослабевал.

## Послесловие
8 июля полномочный представитель контр-адмирал Джордж Эллиот  со своим кузеном капитаном Чарльзом Эллотом выпустили прокламацию на борту HMS Melville. Среди прочего он объявил, что китайцы-по прежнему будут подчиняться китайским законам (исключая пытки) , а «гражданское, финансовое и судебное управление» китайского правительства будет осуществляться под командованием британского главнокомандующего сухопутными войсками. Бригадный генерал Баррелл стал губернатором Чусана. Гюцлаф стал главным судьёй а лорд Джоселин – военным секретарём адмирала.     
Войска оказались в антисанитарных условиях, среди них распространились болезни, приводящие к гибели. Люди были размещены в палатках на рисовых полях, окружённых стоячей водой. Местность кишела комарами, среди военных распространилась малярия. Военные, нося мундиры в жарком климате, быстро уставали. Плохая провизия, упадок боевого духа и уныние приводили солдат к употреблению китайского самогона, что снижало их сопротивляемость заболеваиям. К 22 октября только 2.036 из 3.650 войск были способны нести службу, остальные болели или уже умерли. С 13 июля по 31 декабря было зарегистрировано 5329 госпитализаций (включая повторные) и 448 смертей. Половина госпитализаций была связана с перемежающейся лихорадкой, а две трети смертей были вызваны поносом и дизентерией. Уильям Локхарт из Медицинского миссионерского общества основал больницу в Чусане, который проработал с 13 сентября по 22 февраля 1841 года.      
23 января 1841 года капитан Эллиот отправил Columbine в Чусан с  инструкциями эвакуировать ее на остров Гонконг. Он объявил о передаче Гонконга Великобритании после предварительного соглашения с китайским имперским комиссаром Цишанем несколькими днями ранее.  